# Microsoft Robotics Studio
Microsoft Robotics Studio es un entorno basado en Windows para el control de robots y su simulación. 

## Características
Plataforma de desarrollo robótica extremo-a-extremo

Herramienta de programación visual para crear y depurar aplicaciones robóticas. El desarrollador puede interactuar con los robots mediante interfaces basadas en web o en Windows. 

Simulación 3-D

La simulación realística está provista por el motor PhysX de AGEIA. Se posibilita la emulación por software o la aceleración por hardware.

Entorno de ejecución ligero orientado a servicios

El desarrollador puede acceder fácilmente a los sensores y actuadores de los robots, proporcionada por una librería de implementación de concurrencia basada en .NET. La comunicación estás basada en mensajes, permitiendo la comunicación entre módulos.

Plataforma escalable y extensible

La propia aplicación es multi-plataforma-robótica. Se permiten varios lenguajes - lenguajes Microsoft Visual Studio Express languages (Visual C#® y Visual Basic® .NET), JScript® y IronPython 1.0 Beta 1, y lenguajes de terceras partes que se adecuen a la arquitectura basada en servicios.

## Software libre similar
- URBI